# Badminton bei den European Masters Games 2008
Bei den European Masters Games 2008 wurden dreizehn Badmintonwettbewerbe ausgetragen. Die Spiele fanden vom 29. August bis zum 7. September 2008 in Malmö statt.

## Sieger und Platzierte
| Disziplin          | Erster                                    | Zweiter                             | Dritter                        | Dritter                         |
| ------------------ | ----------------------------------------- | ----------------------------------- | ------------------------------ | ------------------------------- |
| Herreneinzel 35–39 | Ulf Svensson                              | Peter Baeza                         | Jahan Sarnell                  | Patrik Johansson                |
| Herreneinzel 40–44 | Peter Baeza                               | Patrik Wennström                    | Thomas Helén                   | -                               |
| Herreneinzel 45–49 | Henrik Madsen                             | Anders Persson                      | Stefan Löfgren                 | Dan Lindahl                     |
| Herreneinzel 50–54 | Per Mikkelsen                             | Göran Johansson                     | Björn Wigardt                  | Lennart Hansson                 |
| Herreneinzel 55–59 | Wolfgang Sonnabend                        | Curt Ingedahl                       | Kenneth Bergström              | Erik Jelby                      |
| Herreneinzel 60–64 | Anders Lindström                          | Kari Laakso                         | Robert Persson                 | Heikki Jänti                    |
| Herreneinzel 65–74 | Heini Johannesen                          | Knut Liland                         | John Oliver                    | Finn Berg                       |
| Dameneinzel 45–64  | Renate Knötzsch                           | Sharon Shirley                      | Irene Wood                     | Hannon Lorna                    |
| Dameneinzel 65–74  | Renate Gabriel                            | Randi Gulbrandsen                   | Marian Mcfegan                 | Doreen Mattinson                |
| Herrendoppel 35–54 | Patrik Wennström Mats Hansson             | Johan Sarnell Patrik Johansson      | Peter Baeza Jörgen Frank       | Hans Duvinger Magnus Ericsson   |
| Herrendoppel 55–74 | Stefan Öberg Sören Molin                  | Curt Ingedahl Kenneth Bergström     | Erik Jelby Wolfgang Sonnabend  | Stefan Packalen Kari Laakso     |
| Damendoppel 45–54  | Jeanette Sandström Kerstin Kristoffersson | Eva Kallander Gunnel Bengtsson      | Irene Wood Maggie Gutzen       | -                               |
| Damendoppel 60–74  | Kaya Garbrecht Grete Stennberg            | Lisbeth Bengtsson Liselott Wengberg | Renate Knötzsch Renate Gabriel | Doreen Mattinson Marian McFegan |